# 아마네 미사
아마네 미사(일본어: 弥海砂, Misa Amane)는 만화 《데스노트》에 등장하는 인물이다.

## 출연
- 애니메이션 - 히라노 아야 / 정소영
- 실사 영화판 - 토다 에리카
- 실사 드라마판 - 사노 히나코

## 같이 보기
- 야가미 라이토
- 데스노트